# Кошкуль, Пётр Иванович

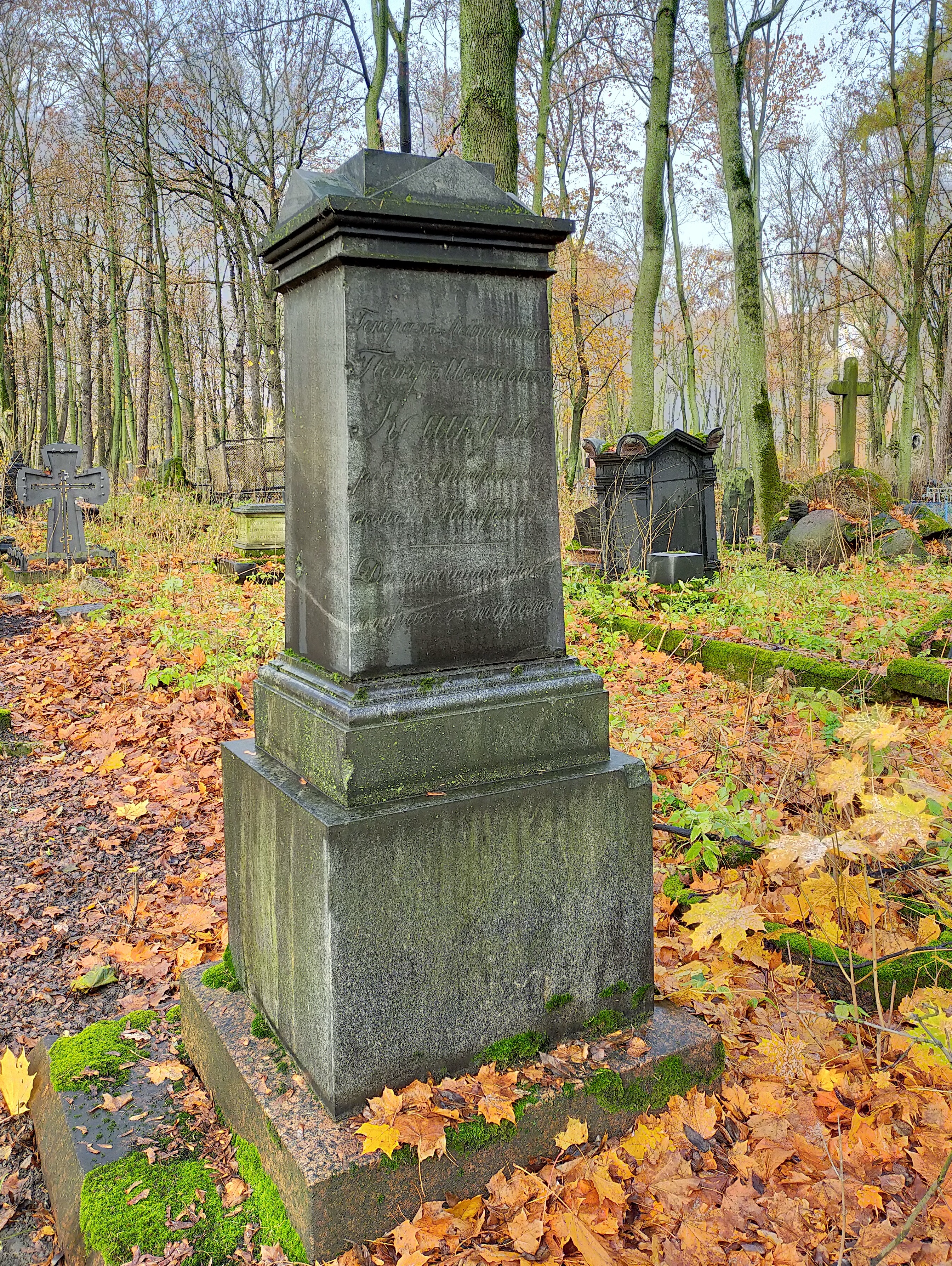
Могила П. И. Кошкуля на Волковском лютеранском кладбище

Пётр Иванович Кошкуль (1786—1852) — русский военачальник, генерал-лейтенант; участник Заграничных походов 1813—1814 годов; член Союза Благоденствия (до 1821 года).

## Биография
Родился 26 января 1786 года (по другим данным 1794) в семье дворян Курляндской губернии.
11 января 1794 года был записан подпрапорщиком в гатчинские гвардейские батальоны. 29 декабря 1796 года был переведен также подпрапорщиком в лейб-гвардии Измайловский полк и сразу определён в 1-й кадетский корпус, где учился шесть лет. По окончании обучения, 2 апреля 1802 года, поступил на действительную военную службу юнкером в лейб-гвардии Конный полк. В составе этого полка Кошкуль принимал участие во многих кампаниях с 1804 по 1815 годы, 9 февраля 1807 года получил первый офицерский чин корнета. За отличие в кампании 1807 года будучи в чине штабс-ротмистра 20 мая 1808 года был награждён Золотым оружием с надписью «За храбрость». Во время Отечественной войны 1812 года участия в боевых действиях не принимал, находился с резервами в Санкт-Петербурге. Отличился во время Заграничных походов 1813—1814 годов, за Кульмское сражение был награждён орденом Св. Владимира 4-й степени и был произведён в ротмистры, а за Фер-Шампенуаз получил орден Св. Анны 2-й степени с алмазами.
2 февраля 1817 года был произведён в полковники. С 15 ноября 1819 года по 12 февраля 1834 года командовал лейб-гвардии Кирасирским полком. 21 мая 1826 года был произведён в генерал-майоры. В 1831—1832 годах участвовал со своим полком в действиях против польских мятежников и после взятия Варшавы получил орден Св. Анны 1-й степени. 1 октября 1833 года П. И. Кошкуль был назначен командиром 2-й бригады гвардейской кавалерийской дивизии с оставлением и командиром полком, а с 19 февраля 1834 — начальником 1-й кирасирской дивизией. В генерал-лейтенанты произведён 6 декабря 1835 года. В 1849 году, с выступлением гвардии в поход, командовал всеми оставшимися в Санкт-Петербурге частями гвардии и в том же году награждён орденом Белого Орла.
В 1818—1821 годах являлся членом тайного общества Союз благоденствия. После восстания декабристов высочайше повелено оставить без внимания, к следствию не привлекался.
Умер 27 ноября 1852 года в Петербурге, похоронен на Волковском лютеранском кладбище.
Жена (с 30 апреля 1817 года) — Александра Павловна Пущина (1800—1885), двоюродная сестра декабриста И. И. Пущина.

## Награды
Среди прочих наград Кошкуль имел ордена:
- Золотое оружие «За храбрость» (20 мая 1808 года)
- Орден Святого Владимира 4-й степени (1813 год)
- Орден Святой Анны 2-й степени с алмазными знаками (1814 год)
- Орден Святого Георгия 4-й степени (19 декабря 1829 года, № 4298 по кавалерскому списку Григоровича — Степанова.
- Орден Святого Станислава 1-й степени (1830 год)
- Орден Святой Анны 1-й степени (1831, императорская корона к этому ордену пожалована в 1833 году)
- Польский Знак отличия за военное достоинство (Virtuti Militari) 2-й степени (1831 год)
- Орден Святого Владимира 2-й степени (1837 год)
- Орден Белого орла (1849 год)

- Прусский знак отличия Железного креста (Кульмский крест) (1813 год)
- Прусский орден Pour le Mérite (18 октября 1814 года)[11]